# Некропола са стећцима Бараковац
Некропола Бараковац једна је од многобројних некропола са 19 стећака у општини Пале, Република Српска, Босна и Херцеговина. Локалитет некрополе је на парцели у приватном власништву.

## Положај
Некропола Бараковац се налазу у насељу Бараковац, у близини изворишта и јавне чесме Бараковац.
Некропола је оријентисана у правцу исток-запад, а стећци су постављени густо један уз други.

## Заштита
Ова некропола стећака је као део групе стећака у Општини Пале, изучена 1928. године, и уцртана на карти културних добара Општине Пале, проглашена за културно добро као: Стећци у Босни и Херцеговин настали између 13. и 16 века, а на основу Закона о културним добрима Босне и Херцеговинеи, по коме су...сва археолошка налазишта која садрже остатке грађевина и других непокретних објеката, гробних и других налаза, заштићена као историјских доба, од посебног културног и историјског значаја.

## Предуслови
Појавом првих рудника и градова у средњовјековној Босни остварили су се сви предуслови за појаву стећака на овим просторима. Стећци, као нови начин обележавања гробова, у Европи почиње нешто раније (12. и 13. век). Име стећак долази од његове главне намене да стоји изнад гроба као споменик, партицип глагола стајати — стојећи или, како се раније говорило стећи. Према сведочанствима натписа називи који се паралелно користе за стећке су: билиг, кäм, зламен, кућа,старе гробнице, каурско гробље, дивовско камење.
Средњовјековни камени надгробни споменици карактеристични су за подручје старе Босанске државе. Стећци се јављају као део непрекинутог сепулкралног континуитета на босанском подручју чији корени сежу дубоко у праисторијско време.
Стећци су раширени по читавој Босни и Херцеговини (осим Посавине и западног дела Босанске крајине), док их је највише 1/3 на простору општине Пале.

## Значај
На просторима на којима настају и развијају се некрополе са стећцима одраз су прожимања различитих културних утицаја које у времену 13. до 16. века налазимо на просторима Ррпублике Српске већином припадају латинском Западу али и византијском Истоку.
Већину њихових рељефа (који су упечатљиви аспект њихове појавности), ма колико били одмакнути од службених канона, ипак можемо читати посредством различитих саставница опште европске средњовековне културе (племићке, црквене и народне) односно романичке и посебно готичке уметности.
С друге стране, ова специфична култура дубоко је повезана са знатно ранијим, праисторијским, античким и раносредњовековним традицијама. Праисторијске и античке традиције се највише сагледавају у одабиру места где су постављени као и у појави одређених врста симболичких рељефа. Чињеница је да стећци већим делом означавају гробља на редове које у европској археологији пратимо од раног средњег века и периоде сеобе народа.

## Опис
У овој некрополи археолошким истраживањима откривено је 19 стећака. Стећци имају различите облике:
- 13 стећака су правоугаоне плоче,
- 5 стећака је сандук,
- 1 стећак је сљеменик.

Стећци су без натписа и украсних мотива.

## Стање заштите
Несумњиво је да монотеистичке религије заговарају поштивање другог и другачијег, и указују на чињеницу да се верници требају према старим гробним местима и надгробним споменицима односити са знаком поштовања и одавања почасти, због нераскидиве везе између живих и мртвих. Међутим, у савременом добу, у недостатку довољног броја гробних места за новије укопе, појављује се тенденција ширења активних гробаља (католичких, православних и муслиманских), тако да се све мање пажње поклања очувању стећака, што је још један од проблема у настојању стручних особа да се ти споменици адекватно сачувају и заштите.
То је случај и са стањем заштите стећака на некрополи Бараковац, на коју утиче чињеница да кроз некрополу пролази пут, вероватно за механизацију која обавља радове у шуми. Претпоставља се да је механизацијом направљено оштећење на једном од стећака који је на путу.
Три стећка су делимично утонула у земљу а већина стећака је обрасла маховином у већем или мањем обиму.
На стећцима постоје бројна оштећења ивица и површина, или откинутих комада који се могу пронаћи у близини стећака. Сљемењак са врхом на две воде је напукао по попречном пресеку.
Локалитет није зарастао у листопадну шуму али на локалитету расту четинари.
Стога је у циљу заштите овог непроцењивог блага, неопходно изналазити конкретне стручне, правне, финансијске и друге мере да се оно заштити и на прави начин прикаже јавности.